# سیارک ۲۸۳۳
سیارک ۲۸۳۳ (به انگلیسی: 2833 Radishchev، نامگذاری:1978PC4) دو هزار و هشتصد و سی و سومین سیارک کشف شده‌است که در ۹ اوت ۱۹۷۸ کشف شد.
قدر مطلق سیارک برابر ۱۲٫۲۰ است.